# زمردماهی لب‌لوله‌ای
زمردماهی لب‌لوله‌ای (نام علمی: Labrichthys unilineatus) نام یک گونه از خانواده زمردماهیان است.